# Michal Handzuš
Michal Handzuš (11 de marzo de 1977 en Banská Bystrica, Checoslovaquia) es un centro eslovaco de hockey sobre hielo de la NHL que actualmente juega para los Chicago Blackhawks.
Fue reclutado por el St. Louis Blues con el 101..eɽ puesto en la clasificación general del NHL Entry Draft de 1995. Louis Blues por 3 temporadas, Phoenix Coyotes por 2 temporadas, Philadelphia Flyers por 2 temporadas, Chicago Blackhawks por 8 juegos, Los Angeles Kings por 4 temporadas y los San Jose Sharks por 1 temporada. Fue intercambiado de los Sharks de vuelta a los Chicago Blackhawks para una cuarta ronda de selección de borrador el 1 de abril de 2013. El 24 de junio de 2013, ganó la Copa Stanley con los Blackhawks después de que derrotaron a los Boston Bruins 4 juegos a 2 en las finales de la Copa Stanley de 2013.